# 5-Carboxytetramethylrhodamin
5-Carboxytetramethylrhodamin (5-TAMRA) ist ein roter Fluoreszenzfarbstoff aus der Gruppe der Rhodamine. Er kann sowohl in die Gruppe der Triphenylmethanfarbstoffe, als auch der Xanthenfarbstoffe eingeordnet werden. 5‑TAMRA wird zur Fluoreszenzmarkierung von Nukleinsäuren und Proteinen verwendet. Die Carboxygruppe kann mit Kupplungsreagenzien in einen reaktiven Zwischenzustand überführt werden. Alternativ kann der Succinimidylester 5-Carboxytetramethylrhodamin-N-succinimidylester (5-TAMRA-SE) zur Markierung verwendet werden. 5-TAMRA wird unter anderem für fluoreszente Substrate von Enzymen, Hybridisierungssonden und beim FRET eingesetzt.